# Procometis ochricilia
Procometis ochricilia is een vlinder uit de familie dominomotten (Autostichidae). De wetenschappelijke naam is voor het eerst geldig gepubliceerd in 1921 door Meyrick.
De soort komt voor in het Afrotropisch gebied.